# Paul Kotapish
Paul Kotapish is een Amerikaans gitarist. Hij werd geboren in Takoma Park (Maryland) nabij Washington D.C. maar bracht zijn jeugd door in Virginia nabij Washington. Zijn ouders kochten in 1963 een gitaar voor hem. In de zestiger en zeventiger jaren was bluegrass en oude vioolmuziek in, en Kotapish speelde deze muziek in het schoolorkest.
Na het behalen van een graad aan de University of Virginia in 1974, verhuisde Kotapish naar Oregon waar hij ging spelen in groepen zoals de Highwater Stringband. Hij trok naar Seattle in 1978 en speelde met The Hurricane Ridgerunners (Jerry Gallaher, Mark Graham, Armin Barnett, Paul Kotapish), en met deze band toerden zij een paar jaar rond.  Daarna ging hij optreden met de band Open House met violist Kevin Burke; bekend van Patrick Street en met hem en Mark Graham en Sandy Silva werden vier albums geproduceerd. Ook met deze groep werden tournees door de VS gemaakt.
In 1982 ging Paul naar Oakland waar hij ging spelen met Daniel Steinberg, Kevin Carr en Ray Bierl (The Hillbillies From Mars). Na een architectuurstudie kwam Paul terug bij zijn muzikale loopbaan. Hij ging op tournee met Master Fiddler Rodney Miller. Thuis  in Berkeley, treedt hij op in verschillende groepen zoals The Moving Cloud Orchestra, Kingfisher, The Quirks, en The Crackerjacks. Paul is ook medeoprichter van Celtic/Grateful Dead-band Wake the Dead

## Discografie
- Hillbillies from Mars (HFM CD1301)
- Wake the Dead (GDCD 4074)
- Open House: Hoof & Mouth (Green Linnet 1169)
- Open House: Second Story (Green Linnet 1144)
- Kevin Burke: Open House (Green Linnet 1122)
- Kevin Burke: Up Close
- Moving Cloud Orchestra (MCO 301)
- Rodney Miller Band: Greasy Coat (Sage Arts 1301)
- Sylvia Herold: A Bowl of Crystal Tears
- Young Fogies, Vol. I
- Guitarfish & Mandolin
- Hurricane Ridgerunners
- Cathie Whitesides: Home Town Cafe (Avocet 104)
- Paul Smith: Mysterious Barricades
- West Coast Bluegrass
- NW Folklife Festival '77
- Lodestar

Hij speelde met:
- Hillbillies from Mars
- Wake the Dead
- The Quirks
- Open House
- Rodney Miller Band
- Kingfisher
- Faultline
- Moving Cloud Orchestra